# Matt Parker

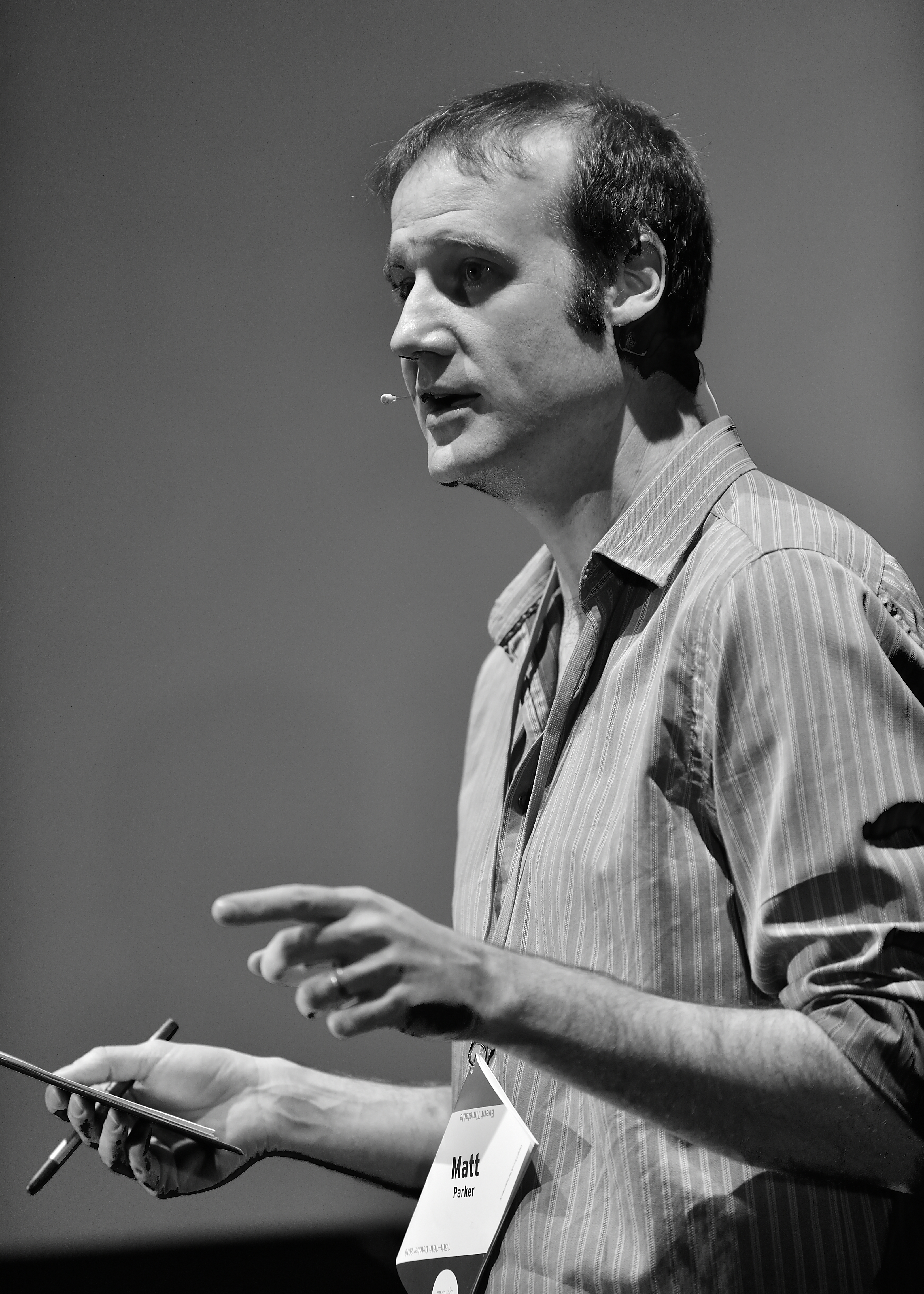
Matt Parker 2016

Matthew Thomas Parker (* 22. Dezember 1980 in Australien) ist ein australischer Autor der Unterhaltungsmathematik und auf diesem Gebiet als Vortragender in der Art eines Stand-up-Comedian tätig.
Parker wuchs in Perth auf und studierte zunächst Maschinenbau an der University of Western Australia. Statt eines Abschlusses wandte er sich dem Unterrichten von Mathematik zu und zog nach London. Er hat einen YouTube-Kanal Stand-Up Maths, hält öffentliche Vorträge in Großbritannien (Solo und als Teil der Comedy-Gruppe Festival of the Spoken Nerd) und tritt in Radio- und Fernsehsendungen zum Beispiel der BBC und des Discovery Channels auf. Außerdem ist er für die Queen Mary University London (Public Engagement in Mathematics Fellow) im Outreach Program für Mathematik tätig und war Popular Lecturer der London Mathematical Society.
Er hält weltweit Vorträge in Schulen (als Teil der von ihm gegründeten Think-Maths-Organisation), gründete Maths Jam events in Pubs, Math Busking für Straßenauftritte und Maths Gear für mathematische Spielzeuge.
Parker erhielt den Euler Book Prize für 2018. Ebenfalls für 2018 erhielt er den JPBM (Joint Policy Board of Mathematics) Communications Award der American Mathematical Society (mit der Mathemusician Vi Hart).
Er lebt in Godalming und ist seit 2014 mit der Astrophysikerin Lucie Green verheiratet. Er hat einen Bruder, der als Softwareentwickler arbeitet.
Nach ihm wurde das „Parker-Quadrat“ (The Parker Square) benannt, ein von ihm entdecktes semimagisches Quadrat. In Anspielung darauf wurde in mathematischen Veröffentlichungen die Eigenschaft eines endlichen Körpers, dass aus ihm eben kein magisches Quadrat der Quadrate gebildet werden kann, als „Parker“ definiert. Der Körper ist „nicht-Parker“, wenn daraus ein magisches Quadrat der Quadrate gebildet werden kann.

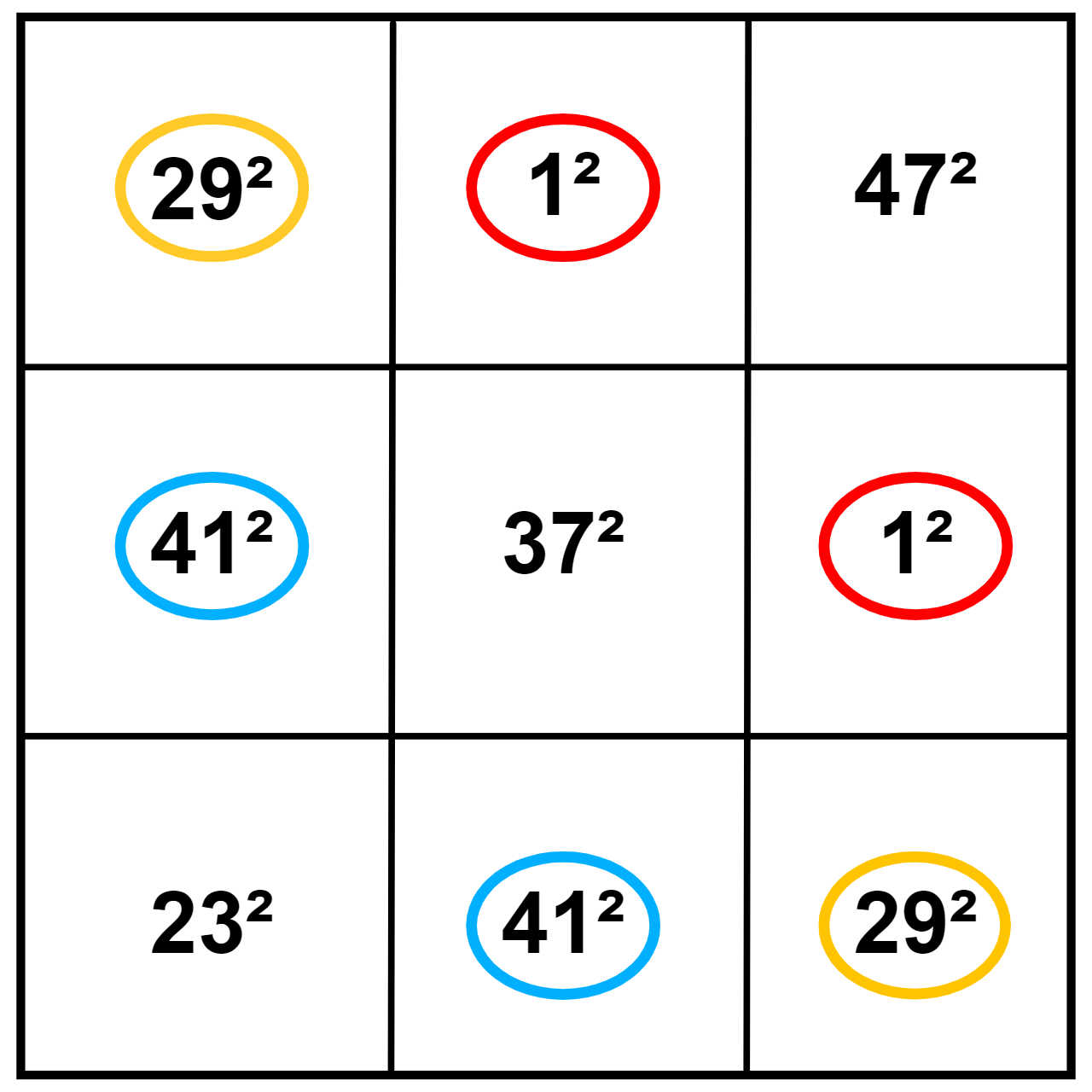
„Parker-Quadrat“, ein semimagisches Quadrat. Da drei Zahlen doppelt vorkommen und die Addition nur bei einer der beiden Diagonalen die gleiche Summe wie bei allen anderen Richtungen ergibt, gilt es als unvollkommen.

Am 15. August 2024 wurde der Hauptgürtelasteroid (314159) Mattparker nach ihm benannt, in Anerkennung für seine jährlichen „Pi-Day-Challenges“.

## Schriften
- Matt Parker: Auch Zahlen haben Gefühle, Rowohlt 2015
- Matt Parker: Things to Make and Do in the Fourth Dimension. Penguin Books, London 2015, ISBN 978-0-14-197586-3.
- Matt Parker: Damit hatte keiner gerechnet!: Die größten Mathe-Irrtümer der Menschheit. Goldmann Verlag, München 2022, ISBN 978-3-442-17897-1 (englisch: Humble Pi: A Comedy of Math Errors. London 2020. Übersetzt von Susanne Kuhlmann-Krieg).